# Prêmio Gruber de Genética
O Prêmio Gruber de Genética (em inglês:  Gruber Genetics Prize) é um prêmio na área da genética concedido desde 2001 pela Fundação Gruber com sede em São Tomás, Ilhas Virgens Americanas.
O prêmio é dotado com 500 mil dólares dos Estados Unidos, como os outros Prêmios Gruber. O recipiente recebe também uma medalha de ouro, com seu nome gravado, com o motivo da premiação.

## Recipientes
- 2001 Rudolf Jaenisch
- 2002 Robert Horvitz (Nobel de Medicina 2002)
- 2003 David Botstein
- 2004 Mary-Claire King
- 2005 Robert Hugh Waterston
- 2006 Elizabeth Blackburn (Nobel de Medicina 2007)
- 2007 Maynard Victor Olson
- 2008 Allan Charles Spradling
- 2009 Janet Rowley
- 2010 Gerald Fink
- 2011 Ronald Wayne Davis
- 2012 Douglas Cecil Wallace
- 2013 Svante Pääbo
- 2014 Victor Ambros, David Baulcombe, Gary Ruvkun
- 2015 Emmanuelle Charpentier, Jennifer Doudna
- 2016 Michael Grunstein, Charles David Allis
- 2017 Stephen Elledge[2]
- 2018 Joanne Chory, Elliot Meyerowitz[3]
- 2019 Bert Vogelstein
- 2020 Bonnie Bassler